# 2032
L'any 2032 (MMXXXII) serà un any de traspàs que començarà en dijous segons el calendari gregorià, l'any 2032 de l'era comuna (CE) i Anno Domini (AD), el 32è del tercer mil·lenni, el 32è del segle xxi, i el tercer any de la dècada de 2030.

## Efemèrides
- 1 de gener: trentè aniversari de l'entrada en circulació de l'euro a Alemanya, Andorra, Àustria, Bèlgica, Ciutat del Vaticà, Espanya, Finlàndia, França, Grècia, Irlanda, Itàlia, Luxemburg, Mònaco, Països Baixos, Portugal i San Marino.
- 22 de febrer: tricentenari del naixement del primer president dels Estats Units; George Washington.
- 4 de juny: a Xile, centenari del Cop d'Estat perpetrat per Marmaduke Grove, Arturo Puga, Eugenio Matte, Carlos Dávila, entre d'altres i de la proclamació de la República Socialista de Xile.

## Naixements
Països Catalans
Resta del món

## Necrològiques
Països Catalans
Resta del món